# Sonar
Sonar (do inglês sound navigation and ranging ou “navegação e distanciometria pelo som”) é um instrumento inicialmente usado em época de guerra para a localização de submarinos, mas que hoje em dia passou a ter muita utilização na navegação, na pesca, no estudo e pesquisa dos oceanos, estudos atmosféricos.
As frequências acústicas utilizadas em sistemas de sonar variam desde muito baixas (infra sônicas) até extremamente altas (ultra sônicas). Já o estudo do som subaquático é conhecido como Acústica Submarina ou Hidroacústica.
Dois tipos de tecnologia recebem o nome de sonar: Sonar Passivo, captando sons feitos por navios; e Sonar Ativo, que emite pulsos e são captados ecos.
O sonar funciona basicamente como um radar, porém usa pulsos sonoros no lugar das ondas de rádio (que se propagam apenas alguns poucos metros sob a água).

Sonar Principle pt-BR

## História
O primeiro registro do uso do sonar na historia foi feito por Leonardo da Vinci em 1490 (quando ele usou um tubo inserido em água para detectar navios, posicionando o ouvido no tubo), embora alguns animais (golfinhos e morcegos) vem usando desta técnica há milhões de anos.
O uso de sonar para localizar objetos sob a água foi motivado pelo desastre do navio RMS Titanic, em 1912. A primeira patente mundial de um dispositivo desse tipo foi protocolada pelo meteorologista inglês Lewis Fry Richardson, um mês depois do naufrágio; o físico alemão Alexander Behm obteve uma patente para uma ecossonda em 1913.
O engenheiro canadense Reginald Fessenden construiu em 1912 um sistema experimental, testado mais tarde no porto de Boston e finalmente, em 1914, nos Grandes Bancos em Terra Nova, Canadá. Nesse teste, Fessenden demonstrou a profundidade de som, comunicação submarina (Código Morse) e Echo Ranging (detecção de icebergs a duas milhas (3km) de distância).
A Primeira Guerra Mundial, devido a necessidade de detectar submarinos, fez aumentar as pesquisas sobre o uso do som. Em 1915, o físico francês Paul Langevin, trabalhando com um engenheiro eletricista russo, Constantin Chilowski, trabalhou no desenvolvimento de dispositivos de som ativos para a detecção de submarinos usando quartzo. Apesar de transdutores piezoelétricos e magnetoestritivos mais tarde terem substituído os transdutores eletrostáticos que eles usaram, este trabalhou influenciou inúmeros projetos futuros, como as películas de plástico leve sensível ao som e a fibra óptica, que tem sido utilizadas para hidrofones.

## ASDIC
Em 1916 o físico canadense Robert William Boyle assumiu o projeto AB WOOD, para a Divisão Anti-submarino do Estado-Maior Britânico Naval. O projeto foi realizado em máximo sigilo e usava cristais de quartzo piezoelétricos para produzir o primeiro aparelho de detecção ativa de som no mundo. A sigla ASDIC foi usada para descrever o trabalho inicial, alterando supersônicos para ASD’ics e o material de quartzo para ASD’ivite, originando a sigla inglesa.
Na Segunda Guerra Mundial, a eficácia da ASDIC foi prejudicada pelo uso da carga de profundidade como uma arma anti-submarino. Para resolver o problema, usaram vários navios e armas de arremesso a frente, que projetava ogivas em um alvo na frente do lançador e, portanto, ainda está em contato ASDIC. Inovações feitas durante a guerra resultaram em conjuntos ASDIC britânicos que usaram formas diferentes de raio, cobrindo pontos cegos, e mais tarde foram usados torpedos acústicos.
No início da Segunda Guerra Mundial, a tecnologia britânica ASDIC foi transferida gratuitamente para os Estados Unidos, sendo depois ampliada para o Reino Unido. Muitos tipos novos de detecção de som foram desenvolvidos, entre eles sonobuoys, desenvolvido pelos britânicos em 1944, sob o codinome High Tea; sonda de detecção de minas; sonar dipping/dunking. Este trabalho serviu de base no pós –guerra para luta contra o submarino nuclear. 
Sonares continuam a ser desenvolvidos por muitos países, tendo sido crescente nos últimos anos o interesse em sistemas ativos de baixa frequência .

## Propagação do som

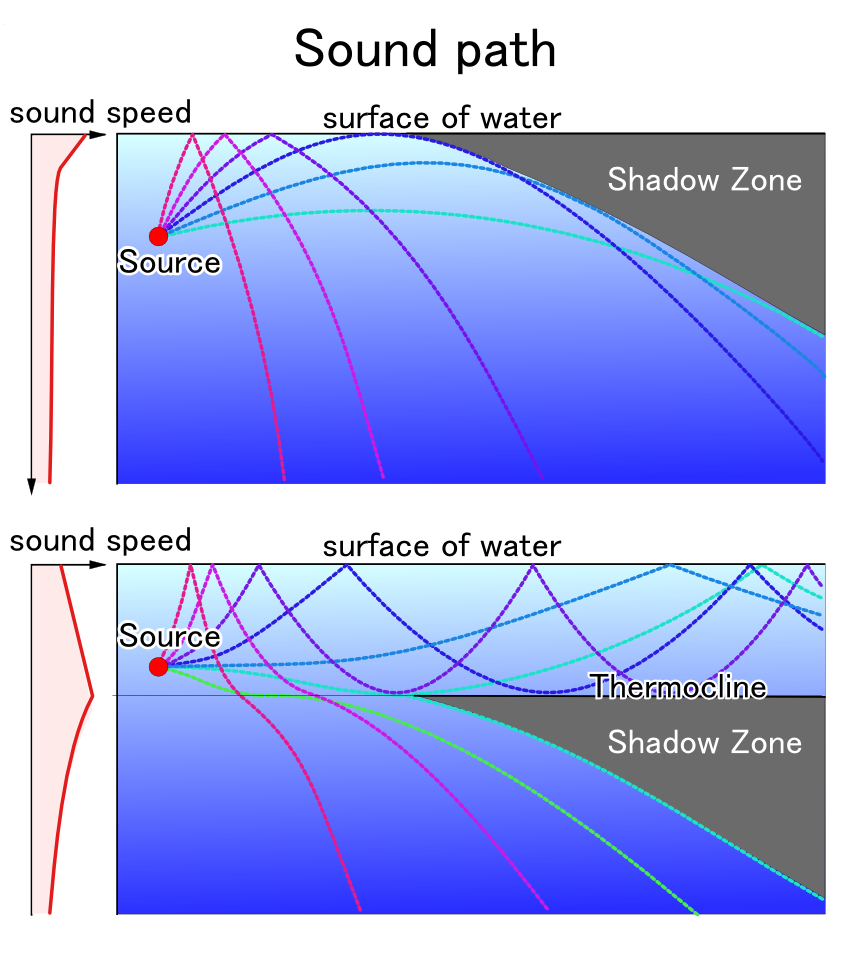
Sonicspeed under the water chart E

O sonar opera por variações na velocidade do som, em especial no plano vertical. O som “viaja” mais lentamente na água doce do que na água do mar, embora a diferença seja pequena. A velocidade é determinada pelo módulo do volume da água e a densidade de massa. O módulo do volume sofre influência da temperatura, impurezas dissolvidas (geralmente a salinidade) e pressão. Esta equação é razoavelmente precisa para temperaturas normais, concentrações de salinidade e profundidade dos oceanos. Como a temperatura do mar varia com a profundidade, há muitas vezes uma mudança acentuada, chamada de termoclina. Isto pode confundir o sonar, porque o som proveniente de um dos lados da termoclina tende a ser dobrado ou refratado através da termoclina.
A pressão da água também afeta a propagação do som. Pressão mais elevada aumenta a velocidade do som, o que faz as ondas de som refratarem para longe da área de maior velocidade do som. O modelo matemático de refração é a chamada lei de Snell.
Se a fonte de som é profunda e as condições forem adequadas, a propagação pode ocorrer no “canal de som profundo” (deep sound channel). A propagação do som é afetada pela absorção  na água, na superfície e no fundo. Esta absorção vai depender da frequência, por isso o sonar de longo alcance usa frequências baixas para minimizar os efeitos de absorção.
Fontes de ruído no mar, como as ondas e os navios, também podem interferir na propagação do som, interferindo no eco captado. O movimento do próprio receptor na água também pode causar ruídos de baixa frequência.

## Dispersão
Quando o sonar ativo é utilizado, a dispersão ocorre a partir de pequenos objetos no mar, bem como a partir do fundo e da superfície, podendo ser fontes de interferência. A dispersão acústica do sonar ativo é minimizada transmitindo em um feixe estreito, princípio semelhante do espalhamento de luz dos faróis de um carro, que quanto mais amplo o feixe, mais luz será emitida em direções indesejadas.

## Características do alvo
As características de reflexão do som do alvo de um sonar ativo, como um submarino, são conhecidas como força alvo (target strength). Porém os ecos também são obtidos de outras fontes dentro da água como baleias, cardumes de peixes e pedras.
Sonar passivo detecta características do ruído irradiado do alvo. O espectro de radiação compreende um espectro continuo de ruído com picos em várias frequências.

## Sonar ativo
O sonar ativo usa um transmissor de som e um receptor. Quando os dois estão no mesmo lugar é chamada operação monoestática. Quando transmissor e receptor estão separados, a operação é biestática. Quando mais de um transmissor ou receptor são utilizados, espacialmente separados, a operação é chamada multiestática. 
A maioria dos sonares usados opera de modo multiestático, com a mesma matriz sendo muitas vezes usada para transmissão e recepção.
O sonar ativo cria um pulso de som, chamado muitas vezes de “ping”, e depois escuta as reflexões/ ecos do pulso. Este pulso de som geralmente é criado eletronicamente através de um projetor sonar que consiste de um gerador de sinal, amplificador de potência e transdutor eletro-acústico (que em geral é do tipo Tonpilz). Um formador de feixe é empregado para concentrar a potência acústica em um feixe, que pode varrer os ângulos de pesquisa necessários. 
Ocasionalmente, o pulso acústico pode ser criado quimicamente utilizando explosivos, airguns ou fontes de plasma.
O pulso do sonar é emitido ao encontrar um obstáculo, e retorna ao emissor. Medindo-se o tempo em que o “ping” levou para ir e voltar, tem-se como calcular a distância do objeto ecoado com relativa precisão. Muitas vezes vários hidrofones são utilizados, e o conjunto mede o tempo de chegada em relação a cada um, através da medição da amplitudes dos feixes formados. O sinal do alvo (se presente), juntamente com o ruído, é então passado através de várias formas de processamento, que por sonares simples pode ser apenas uma medição de energia. Após, é apresentado para um dispositivo de decisão que seleciona o sinal ou o ruído desejado. Este dispositivo pode ser um operador com auscultadores ou um visor, já nos sonares mais sofisticados esta função pode ser realizada por software. 
O pulso pode ser uma frequência constante ou um chirp de mudança de frequência. Sonares simples geralmente usam frequência constante com um filtro grande o suficiente para cobrir possíveis mudanças Doppler devido ao movimento do alvo, enquanto os sonares mais complexos geralmente usam a ultima técnica.
Sonares militares frequentemente possuem múltiplos feixes para fornecer uma cobertura de toda a volta (360°), enquanto os mais simples cobrem apenas um arco estreito, embora o feixe possa ser girado lentamente por varredura mecânica.

## Sonar passivo
O sonar passivo escuta sem transmitir, sendo muitas vezes utilizado em ambientes militares, embora também usado em estudos de diferentes ambientes aquáticos. Este termo pode englobar também qualquer técnica analítica envolvendo som gerado remotamente, embora seja geralmente restrito ao ambiente aquático.
Sonar passivo possui uma grande variedade de técnicas para a identificação da fonte de um som que foi detectado. Fontes sonoras intermitentes (como uma chave que é deixada cair) também podem ser detectadas pelo sonar passivo.
Sistemas de sonar passivo podem ter uma grande base de dados sonoros, mas o operador do sonar geralmente é quem faz a classificação final manualmente. Um sistema de computador frequentemente usa esse banco de dados para identificar classes de navios, ações (velocidade de um navio ou tipo de arma liberada) e até mesmo navios particulares.
Publicações para classificação de sons são fornecidas e atualizadas pelo Escritório de Inteligência Naval dos EUA.

## Aplicação na pesca
A pesca é uma indústria com crescente demanda, mas a tonelagem que vem sendo pescada vem diminuindo. Historicamente, os pescadores tem utilizado diversas técnicas para encontrar e capturar peixes. No entanto, a tecnologia acústica tem sido uma das mais importantes forças motrizes por trás do desenvolvimento da pesca comercial moderna.
As ondas sonoras viajam de diferentes formas através dos peixes e da água, porque a bexiga de um peixe necessita ter uma densidade diferente da água do mar para ele poder nadar. Esta diferença de densidade permite a detecção de cardumes usando o som refletido. Hoje os navios comerciais dependem quase que completamente do sonar acústico e de sirenes para detectar os cardumes. Pescadores também usam o sonar ativo e a tecnologia echo sounder para determinar a profundidade da água, contorno inferior e composição de fundo.

## Sonar dos golfinhos
Os códigos de ultrassom empregados pelos golfinhos são muito complexos. Uma equipe da Marinha Americana vem trabalhando a alguns anos com esses animais. Os cientistas descobriram que os golfinhos costumam emitir um “click” explorador e depois vão ajustando a sintonia e modulação dos pulsos seguintes, até conseguir um eco-resposta que forneça informações para identificação do objeto em questão. (Os “clicks” duram menos de um milésimo de segundo, e tem frequências entre 20 e 120 mil vibrações por segundo; o limiar da audição humana é de 20 mil vibrações por segundo.) O ajuste se processa após a emissão de um padrão de seis “clicks”, apesar de algumas vezes serem usadas configurações mais complexas.
As vibrações são emitidas fazendo o ar oscilar através de um grupo de aberturas nasais. Uma cavidade contendo gordura, denominada “melão”, situada na cabeça do animal, serve como lente focalizadora, dirigindo e aumentando a eficiência dos sinais acústicos.
A recepção dos ecos é feita através de uma “janela acústica” existente na mandíbula inferior, sendo que também neste caso um tipo de tecido gorduroso ajuda a condução dos sinais para o ouvido interno do golfinho.